# Kriegerdenkmal Wohlmirstedt
Das Kriegerdenkmal Wohlmirstedt ist ein denkmalgeschütztes Kriegerdenkmal im Ortsteil Wohlmirstedt der Gemeinde Kaiserpfalz in Sachsen-Anhalt. Im örtlichen Denkmalverzeichnis ist der Gedenkstein unter der Erfassungsnummer 094 82509 als Baudenkmal verzeichnet.
Das Kriegerdenkmal Wohlmirstedt befindet sich an der Memlebener Straße auf einer Grünfläche vor der Hausnummer 15. Es handelt sich hierbei um eine gemauerte Stele aus behauenen Steinen auf einem mehrstufigen Sockel. An der Stele wurden drei Gedenktafeln angebracht. An der Vorderseite befindet sich die Gedenktafel mit der allgemeinen Inschrift Unseren tapferen u. unvergesslichen Helden und Und in Gedenken unseren zivilen Opfern. Die Gedenktafeln an den Seiten beinhalten die Namen der Gefallenen des Ersten Weltkriegs und des Zweiten Weltkriegs.

## Quelle
- Kriegerdenkmal Wohlmirstedt, abgerufen am 7. September 2017.